# General Electric F110
El General Electric F110 es un motor a reacción tipo turbofán con postcombustión producido por la compañía estadounidense GE Aviation. El F110 usa el mismo diseño interno del General Electric F101. El F118 es una variante sin postquemador.

## Aplicaciones
- F-14B/D Super Tomcat
- F-15K/F-15SG Strike Eagle
- F-16 Fighting Falcon
- General Dynamics F-16XL
- Mitsubishi F-2

## Especificaciones[1][2][3][4]

### Características generales
- Tipo: Turbofán
- Longitud: 5,9 m
- Diámetro: 1,18 m
- Peso en seco: 1996 kg

### Componentes
- Compresor de baja (LPC): 3 etapas
- Compresor de alta (HPC): 9 etapas
- Turbina de alta (HPT): 1 etapa
- Turbina de baja (LPT): 2 etapas

### Rendimiento
- Empuje: 75 kN (13.500 lbf) sin postquemador / 125 kN (20.000 lbf) con postquemador
- Consumo específico: 75 kg/kNh sin postquemador / 201 kg/kNh con postquemador
- Relación empuje a peso: 6:1
- Relación consumo a potencia:
  - 1:1 sin postquemador
  - 1:0.62 con postquemador

### Desarrollos relacionados
- General Electric F101
- General Electric F118

### Motores similares
- Eurojet EJ200
- Snecma M88
- General Electric F404
- General Electric F414
- Pratt & Whitney F100
- Pratt & Whitney F119
- Pratt & Whitney F135
- Klimov RD-33
- Saturn AL-31
- Guizhou WS-13
- Shenyang WS-10